# 長身腹肢鮃
長身腹肢鮃為輻鰭魚綱鰈形目鰈亞目牙鮃科的其中一種，為熱帶海水魚，分布於西南大西洋巴西里約熱內盧至阿根廷海域，棲息深度可達190公尺，體長可達15.5公分，棲息在底層水域，以多毛類及甲殼類為食，生活習性不明。